# Every Good Boy Deserves Fudge
Every Good Boy Deserves Fudge – trzeci album zespołu Mudhoney nagrany 26 lipca 1991 roku przez wytwórnię Sub Pop.
1. Generation Genocide – 1:13
2. Let It Slide – 2:35
3. Good Enough – 3:25
4. Something So Clear – 4:14
5. Thorn – 2:10
6. Into The Drink – 2:08
7. Broken Hands – 6:02
8. Who You Drivin' Now? – 2:21
9. Move Out – 3:32
10. Shoot The Moon – 2:27
11. Fuzzgun '91 – 1:52
12. Pokin' Around – 3:30
13. Don't Fade IV – 3:58
14. Check-Out Time – 3:07